# IrfanView
IrfanView (pronuncia /iːr.fæn.vjuː/) è un programma gratuito per Microsoft Windows con cui è possibile visualizzare, modificare e convertire immagini e riprodurre file audio e video, sviluppato a partire dal 1996 dal bosniaco Irfan Škilijan.

## Descrizione
IrfanView è stato uno dei primi software a includere il supporto per le GIF animate e a utilizzare l'algoritmo di compressione JPEG di filtro di Lanczos, il software è in grado di scrivere in circa 20 formati. Dalla versione 4.25, tramite plugins, riesce a interfacciarsi con Nero e le funzioni di Windows per masterizzare, e può effettuare l'OCR tramite Kadmos.
Si caratterizza per essere un visualizzatore/lettore veloce, facile da usare e in grado di gestire molti formati di file diversi, dalla versione 4.10 ha implementato alcuni semplici strumenti di modifica, ma con capacità di disegno maggiori di Paint (come, ad esempio, un timbro clone). Il programma è inoltre disponibile (cambiando la relativa opzione) in diverse lingue; i relativi pacchetti sono prelevabile dal sito web ufficiale.

## Caratteristiche

### Formati supportati
Il software consente la visualizzazione e il salvataggio di numerosi tipi di file tra cui formati di immagine come BMP, GIF, JPEG, JP2 e JPM (JPEG2000), PNG (include l'ottimizzatore PNGOUT; APNG può essere letto), TIFF, formati di foto originali da fotocamere digitali, ECW (Enhanced Compressed Wavelet), EMF (Enhanced Windows Metafile), FSH (EA Sports format), ICO (Windows icon), PCX (Zsoft Paintbrush), PBM (Portable BitMap), PDF (Portable Document Format), PGM (Portable GrayMap), PPM (Portable PixelMap), TGA (Truevision Targa), WebP, FLIF (Free Lossless Image Format), nonché la riproduzione di file multimediali come Flash, Ogg Vorbis, MPEG, MP3, MIDI e file di testo.

### I plugin
il programma può estendere le proprie funzionalità grazie anche ai plugins scaricabili gratuitamente supportando così decine di formati audio e video oltre a moltissimi formati grafici; alcuni plugin, prodotti da terze parti - come ad esempio quelli di Lura Soft - richiedono invece un codice d'attivazione a pagamento.